# Salvador Rueda (urbaniste)
À ne pas confondre avec le poète espagnol Salvador Rueda (1857-1933).
 (juillet 2025).
Salvador Rueda Palenzuela, né en 1954, est un urbaniste catalan. Il est notamment directeur de l'Agence d'écologie urbaine de Barcelone et responsable du département d'environnement urbain de la Généralité de Catalogne. Il promeut un urbanisme écosystémique et est particulièrement connu pour l'invention et le déploiement du concept de super-îlot, qui permet de sécuriser et végétaliser la ville en réduisant la part modale de l'automobile et formant des quartiers où le piéton est prioritaire.

## Jeunesse et formation
Salvador Rueda est diplômé de l'université de Barcelone en biologie et psychologie ainsi qu'en ingénierie environnementale et en gestion de l'énergie, mais il se spécialise ensuite en environnement urbain intégral.

## Carrière dans l'urbanisme
À partir de 1986, il travaille pour la municipalité de Barcelone sur des sujets environnementaux, réalisant notamment une carte du bruit urbain dès 1987. L'analyse des résultats montre que le problème est essentiellement lié à la circulation automobile ; mais à l'époque, aucune solution ne permet d'envisager la résolution du problème.
En 2000, Salvador Rueda devient directeur de l'Agence d'écologie urbaine de Barcelone, poste qu'il conserve jusqu'en 2020. En parallèle il est responsable du département d'environnement urbain de la Généralité de Catalogne ; de 1994 à 2000 il est membre du groupe d'experts européens pour l'environnement urbain. Durant ses différents mandats, il coordonne notamment les programmes de rénovation et de revitalisation de la Vieille ville ainsi que le plan d'assainissement de la Catalogne et le programme de gestion des déchets de l'agglomération,.
Il est considéré comme le principal fondateur du concept de super-îlot,.

## Œuvre
- [Salvador Rueda 2021] (es) Salvador Rueda, Regenerando el plan Cerdá : De la manzana de Cerdá a la supermanzana del urbanismo ecosistémico, 2021 (ISBN 978-8409220649)
- [Salvador Rueda 2022] (es) Salvador Rueda, Carta para la planificacion ecosistemica de las ciudades y metropolis, Icaria, 2022 (ISBN 978-8418826344)
- [Salvador Rueda 2025] (es) Salvador Rueda, 503 supermanzanas, Anagrama, coll. « Cronicas », 2025 (ISBN 978-8433932020)